# Мізія (співачка)
Мізія (порт. Mísia, при народженні Сусана Марія Альфонсу де Агілар, порт. Susana Maria Alfonso de Aguiar; 18 червня 1955, Порту — 27 липня 2024, Лісабон) — португальська співачка та акторка.

## Біографія
Мізія народилася в родині іспанки та португальця. Матір співачки була танцюристкою. Мізія жила в своєму рідному місті до підліткового віку. У 20 років вона переїхала до Барселони, де працювала на телебаченні та брала участь у різних танцювальних та музичних проєктах, але у 1991 році повернулася до Португалії.

## Дискографія
- 1991 — Mísia
- 1993 — Fado
- 1995 — Tanto menos, tanto mais
- 1998 — Garras dos Sentidos
- 1999 — Paixões diagonais
- 2001 — Ritual
- 2003 — Canto
- 2005 — Drama box
- 2009 — Ruas
- 2011 — Senhora da noite
- 2013 — Delikatessen Café Concerto
- 2015 — Para Amália